# Liet International
Liet International, anciennement Liet/Lavlut, est un concours musical européen. Il est réservé aux musiciens s'exprimant dans les langues minoritaires d'Europe. Il s'est tenu pour la première fois en 2002 et n'a pas eu lieu en 2005, 2007, 2013, 2015, 2016, 2019, 2020 et 2021.
Liet International se présente comme une alternative au Concours Eurovision de la chanson. Il y est interdit de chanter en anglais. Le concours bénéficie du patronage du Conseil de l'Europe. Le concours Liet International a été conçu comme une extension du concours Liet (mot qui signifie « chanson » en frison occidental), qui est lui limité à la Frise. L'impact de Liet International et la renommée des artistes participant demeurent toutefois assez confidentiels dans le monde musical international.

## Concours 2002, 2003, 2004

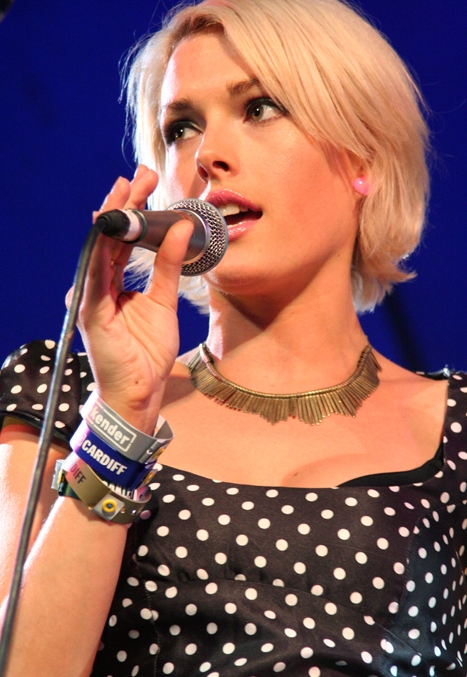
Gwenno

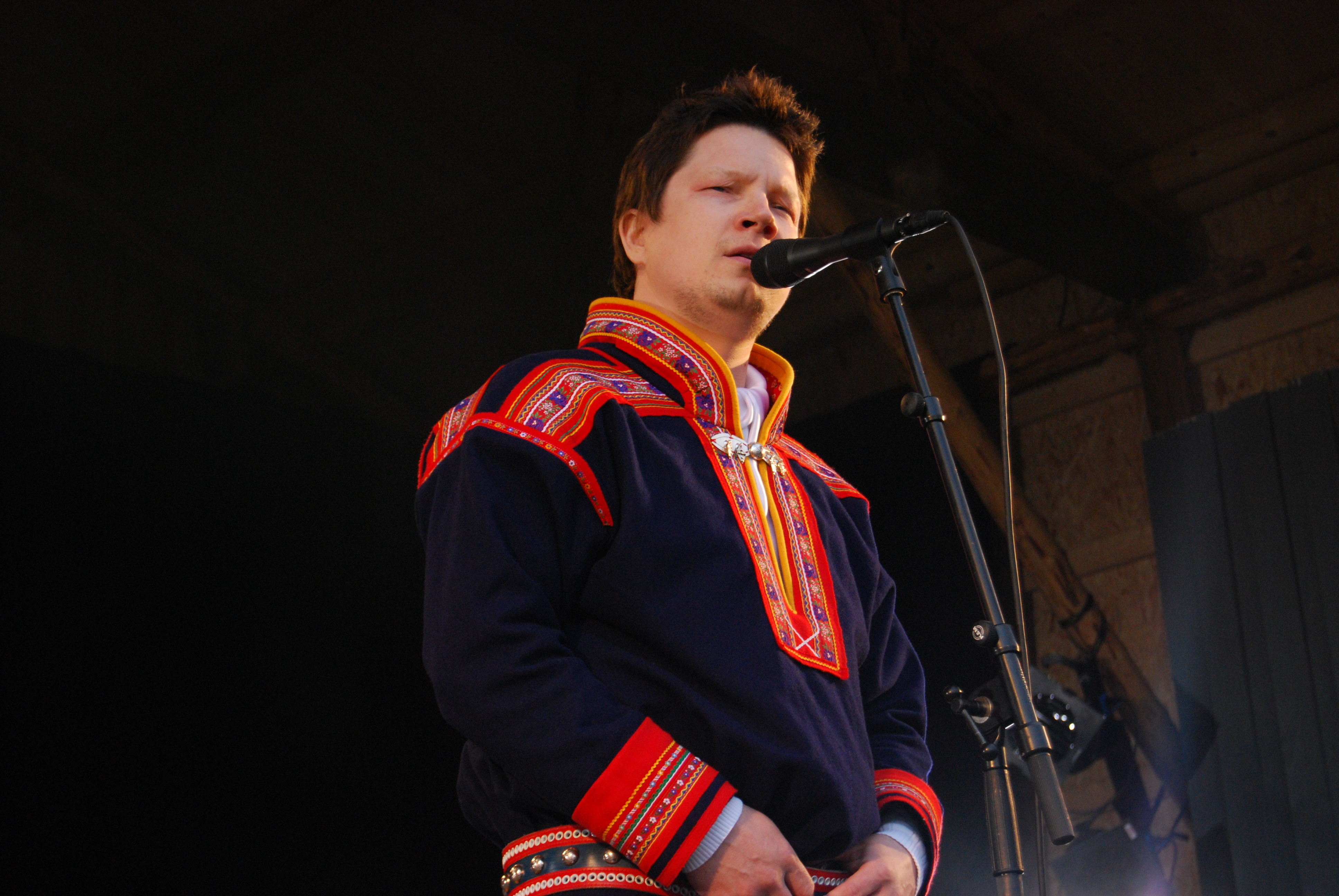
Niko Valkeapää

La première édition du concours en 2002 présentait dix langues minoritaires : basque, breton, cachoube, catalan, frison occidental, frison septentrional, gallois, irlandais, occitan et same. Elle a eu lieu à Leeuwarden, aux Pays-Bas. Le groupe catalan Pomada (ca) a remporté le prix du jury et celui du public.
Le concours 2003 a eu lieu au même endroit. Transjoik (en) (langues sames) remporte le prix du jury et Gwenno (cornique) le prix du public.
En 2004, toujours dans la même ville, Niko Valkeapää (en) (langues sames) remporte le prix du jury et celui du public.

## Concours 2006
Le concours 2006 a eu lieu à Östersund en Suède.
| Participants                        | Langue            | Prix           |
| ----------------------------------- | ----------------- | -------------- |
| Arbe Garbe                          | frioulan          |                |
| Anna Murray et Ian Findlay Macleod  | gaélique écossais |                |
| Moot                                | mannois           |                |
| Raud-Ants (en)                      | vote              |                |
| Gari                                | basque            |                |
| Liza Pannetier                      | occitan           | prix du public |
| Van Wieren                          | frison occidental |                |
| Jord                                | meänkieli         |                |
| Narf                                | galicien          |                |
| Johan Kitti (fi) et Ellen Sara Bæhr | same du Nord      | prix du jury   |
| Karaván Familia (de)                | romani            |                |

## Concours 2008
En 2008 le concours s'est tenu dans la ville de Luleå en Suède.
| Participants                  | Langue         | Prix                           |
| ----------------------------- | -------------- | ------------------------------ |
| Boy Elliott & Plastic Bags    | galicien       |                                |
| Carnicats (fur)               | frioulan       |                                |
| Dixebra                       | asturien       |                                |
| Elin Kåven (no)               | langues sames  |                                |
| Gwennyn                       | breton         |                                |
| Jacques Culioli               | corse          | prix du jury et prix du public |
| Jelte Posthumus & Pilatus Pas | frison         |                                |
| Mordens                       | erzya et moksa |                                |
| Spasulati                     | arbërisht      |                                |
| Surunmaa                      | meänkieli      |                                |
| Yr Annioddefol                | gallois        |                                |

## Concours 2009
Le concours a eu lieu en 2009 à Leeuwarden aux Pays-Bas.
| Participants          | Langue        | Prix           |
| --------------------- | ------------- | -------------- |
| Alfredo Gonzalez      | asturien      |                |
| De fofftig Penns (de) | bas allemand  |                |
| Dr. Drer & Crc Posse  | sarde         | prix du public |
| Fiach                 | irlandais     |                |
| It Langstme En De Dea | frison        |                |
| Lino Straulino (it)   | frioulan      |                |
| Sattuma               | carélien      |                |
| SomBy (en)            | langues sames | prix du jury   |
| Sovvalniks            | latgalien     |                |
| Sunrise not Secular   | gaélique      |                |
| Zine                  | occitan       |                |

## Concours 2010
En 2010 le concours a eu lieu à Lorient en France.
| Participants       | Langue        | Prix           |
| ------------------ | ------------- | -------------- |
| Dom DufF           | breton        |                |
| Equal Souls (fy)   | frison        |                |
| Jousnen Järved     | vepse         |                |
| Mafia Gallega      | galicien      |                |
| Orka               | féroïen       | prix du jury   |
| Pia-Maria Holmgren | langues sames |                |
| Rachel Walker (en) | gaélique      |                |
| R.Esistence in Dub | frioulan      | prix du public |
| Stéphane Casalta   | corse         |                |
| The Temporary      | irlandais     |                |
| Xera (es)          | asturien      |                |

## Concours 2011
Le concours 2011 s'est tenu à Udine (Frioul, Italie).
| Participants          | Langue               | Prix           |
| --------------------- | -------------------- | -------------- |
| Skama la Rede (es)    | asturien             |                |
| Noid                  | vepse                |                |
| Rolffa (no)           | langues sames        |                |
| Macanta               | gaélique écossais    |                |
| Silent Woo Goore (pl) | oudmourte            |                |
| Siroka                | basque               |                |
| Janna Eijer           | frison occidental    | prix du jury   |
| Aiofe Scott           | irlandais            |                |
| Rezia Ladina          | romanche             |                |
| Cuntra Löm            | ladin                |                |
| Priska                | frioulan             |                |
| Coffeeshock Company   | croate du Burgenland | prix du public |

## Concours 2012
Le concours Liet International 2012 a eu lieu à Gijón en Espagne.
| Participants                              | Langue            | Prix           |
| ----------------------------------------- | ----------------- | -------------- |
| Asturiana Mining Company (es)             | asturien          | prix du public |
| Brian Ó hEadhra                           | gaélique écossais |                |
| Claudia Crabuzza et Claudio Gabriel Sanna | alguérois         |                |
| Dopu Cena                                 | corse             |                |
| Enkore                                    | basque            |                |
| IB&4CP                                    | oudmourte         |                |
| Inger Karoline Gaup (fi)                  | langues sames     |                |
| Jonokognos                                | frioulan          |                |
| Lleuwen                                   | breton            | prix du jury   |
| The Voodoolectric                         | bas saxon         |                |
| Yldau                                     | frison occidental |                |

## Concours 2014

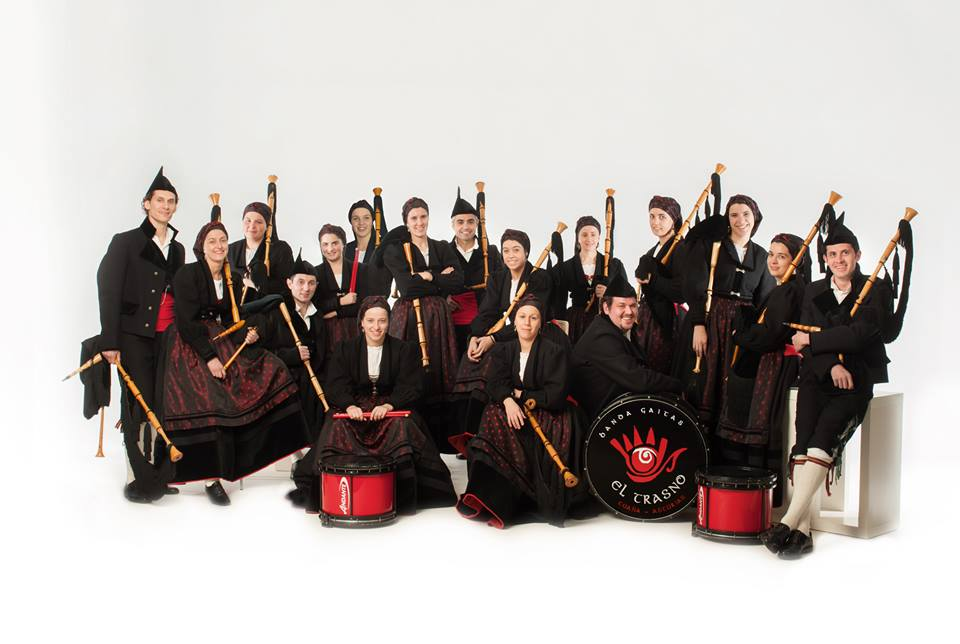
Banda Gaitas El Trasno

Le concours s'est tenu en 2014 dans la ville d'Oldenbourg en Allemagne. Le prix attribué par le public lors des années antérieures a été remplacé par un prix décerné par les artistes participant au concours.
| Participants                             | Langue            | Prix              |
| ---------------------------------------- | ----------------- | ----------------- |
| Adnoz                                    | breton            |                   |
| Aila-duo                                 | same d'Inari      | prix des artistes |
| Banda Gaitas El Trasno (ast)             | galicien asturien |                   |
| BandaLheira                              | minderico (en)    |                   |
| Bruno Rummler                            | frison occidental |                   |
| Forefingers Up! – A new Balentia’s joint | sarde et italien  |                   |
| Marina Sadova                            | mari              |                   |
| Martina Iori                             | ladin             | prix du jury      |
| The Paintbox                             | bas allemand      |                   |
| Willie Campbell (en)                     | gaélique          |                   |

## Concours 2017
Le concours Liet international de 2017 a eu lieu le 13 avril dans la ville de Kautokeino en Norvège. La chanteuse en langue same Ella Marie Hætta Isaksen a remporté à la fois le prix des musiciens et celui du jury.
| Participants                       | Chanson                        | Langue            | Classement  | Prix                         |
| ---------------------------------- | ------------------------------ | ----------------- | ----------- | ---------------------------- |
| Ella Marie Hætta Isaksen           | Luoddaearru                    | Same              | 1er         | Prix du jury et des artistes |
| Aafke Zuidersma                    | Minsk fan wearde               | Frison            | 2e          |                              |
| Pavel Aleksandrov & Dmitry Yakimov | Ваньмыз ортче (Van'myz ortche) | Oudmourte         | 3e          |                              |
| Zaman                              | Hïwïtma                        | Bashkir           | 4e          |                              |
| Ruben Semmoh & Romeo Sumter        | Saka Na Pin                    | Sranan            | 5e          |                              |
| UKAN                               | Den ebet all                   | Breton            | 6e ex-aequo |                              |
| Mary Ann Kennedy & Friends         | Grioglachan                    | Gaélique écossais | 6e ex-aequo |                              |
| La Schlapp Sauvage                 | Blanne Käpitan                 | Luxembourgeois    | 8e          |                              |

## Concours 2018
Le concours Liet International 2018 s'est déroulé le 23 mai dans la ville de Leeuwarden aux Pays-Bas.
| Participants                  | Chanson                  | Langue            | Classement | Prix              |
| ----------------------------- | ------------------------ | ----------------- | ---------- | ----------------- |
| The Rowan Tree                | Tresor                   | Cornique          | 1er        | prix du jury      |
| Nastasia Zürcher              | Espertos                 | Galicien          | 2e         | prix des artistes |
| Gerda Stevenson & Kyrre Slind | Aye The Gean             | Scots             | 3e         |                   |
| Luko Reinders                 |                          | Frison            | 4e         |                   |
| Inger Karoline Gaup & band    | Oahppan lean             | Same              | 5e         |                   |
| Stonecrobs                    | Yn Frijheid Kinsto Libje | Frison            | 6e         |                   |
| Zaman                         | Alga (Алга)              | Bashkir           | 7e         |                   |
| Billy Fumey                   | Bondze Heidi             | Arpitan           | 8e         |                   |
| Afro-Carib Ensemble           |                          | Sranan            | 9e         |                   |
| Jenne Decleir                 | Dans met mi              | Anversois         | 10e        |                   |
| Whyte                         | Tairm                    | Gaélique écossais | 11e        |                   |
| Familia Caamagno              |                          | Galicien          | 12e        |                   |
| Pira                          |                          | Aroumain          | 13e        |                   |
| Evgenia Udalova               | Voj (Вой)                | Komi              | 14e        |                   |

## Concours 2022
Cette édition s'est déroulée à Tønder au Danemark. 13 candidats étaient en compétition et la cérémonie était présentée par Stefanie Pia Wright et Niklas Freiberg Nissen.
Le prix du public a été décerné au chanteur sarde Emanuele Pintus pour son titre Genia, et le prix du jury revient à la chanteuse corse Doria Ousset pour son titre Roma.
| Passage | Langue                                | Artiste                               | Titre                    | Territoire                      | Points | Place |
| ------- | ------------------------------------- | ------------------------------------- | ------------------------ | ------------------------------- | ------ | ----- |
| 1       | Jutland du Sud, Allemand              | Martin Hørløck                        | Æ Nordschleswig-Lied     | Allemands du Schleswig du Nord  | 54     | 12    |
| 2       | Francoprovençal                       | Billy Fumey                           | U Port Titi              | France, Italie, Suisse          | 58     | 11    |
| 3       | Galicien                              | Carolina Rubirosa                     | O teu camiñar            | Galice                          | 118    | 3     |
| 4       | Frison septentrional                  | Martje Johannsen and Christoph Hansen | Maleen                   | Arrondissement de Frise-du-Nord | 45     | 13    |
| 5       | Sarde                                 | Emanuele Pintus                       | Genia                    | Sardaigne                       | 60     | 10    |
| 6       | Frison occidental                     | Adri de Boer                          | Bliuw mar by my          | Frise                           | 72     | 8     |
| 7       | Dialecte Sud-tyrolien                 | Jimi Henndreck                        | Heihupfa                 | Tyrol du Sud                    | 102    | 4     |
| 8       | Same du Nord                          | Ingá-Máret Gaup-Juuso                 | Dovdameahttumii          | Samis                           | 82     | 6     |
| 9       | Corse                                 | Doria                                 | Roma                     | Corse                           | 119    | 1     |
| 10      | Catalan                               | Roger Argemí                          | La contradicció          | Catalogne                       | 80     | 7     |
| 11      | Schleswig du Sud\| Danois d'Allemagne | Yourdaughters                         | Hudsult                  | Danois d'Allemagne              | 118    | 2     |
| 12      | Hébreu samaritain                     | Sofi and the Baladis                  | Rebutalla                | Israël                          | 85     | 5     |
| 13      | Bas allemand                          | Die Tüdelband                         | Wenn ik enen Wunsch harr | Allemagne, Pays-Bas             | 60     | 9     |

## Concours 2024
La 14e édition a lieu le 22 novembre 2024 au centre culturel Alb'Oru à Bastia en Corse. 10 artistes sont en compétition, venus uniquement d'Europe occidentale,.
Cette édition, présentée par Marina Reinaldi et Florian Carré, est retransmise en direct à la télévision sur France 3 Corse Via Stella. Par ailleurs, la soirée est diffusée en direct sur la chaine YouTube de France 3 Corse Via Stella et disponible en replay,.
En diffusion numérique sur la chaine YouTube de France 3 Corse Via Stella, l'émission intégrale rassemble plus de 4 000 spectateurs, soit une progression de plus de 100 % par rapport à l'édition précédente. Les prestations des candidats sont également mises en ligne sur la chaine YouTube.
A l'issue de la soirée, le prix du jury est décerné à Nani Vazana et son titre Una Segunda Piel interprété en judéo-espagnol et le prix du public revient au groupe Una Fiara Nova pour son titre Qualcosa di tè interprété en corse.
| Passage | Langue             | Artiste          | Titre               | Territoire                        | Points | Place |
| ------- | ------------------ | ---------------- | ------------------- | --------------------------------- | ------ | ----- |
| 1       | Corse              | Una Fiara Nova   | Qualcosa di tè      | Corse                             | 63     | 5     |
| 2       | Jutish du Sud      | Sihav            | doppelgänger        | Allemagne, Jutland du Sud         | 24     | 10    |
| 3       | Breton             | Brieg Guerveno   | Piv ‘vin            | Bretagne                          | 68     | 4     |
| 4       | Bas sorabe         | Duo LeDazzo      | Co by Nadejšła      | Basse-Lusace                      | 56     | 7     |
| 5       | Langues frisonnes  | Mélissa Pander   | Foarby              | Frise                             | 72     | 2     |
| 6       | Judéo-espagnol     | Nani Vazana      | Una Segunda Piel    | Autorité nationale du ladino      | 88     | 1     |
| 7       | Valencien, Catalan | Joan Peiró Aznar | Migdiada            | Communauté valencienne, Catalogne | 63     | 6     |
| 8       | Occitan            | Séverine Bonnin  | Catarsis            | Occitanie                         | 69     | 3     |
| 9       | Bas allemand       | Rockwark         | Ik mok dat op Platt | Allemagne, Pays-Bas               | 47     | 9     |
| 10      | Sarde              | Luca Marcia      | No Dda Infiu        | Sardaigne                         | 50     | 8     |